# Вирста, Геннадий Владимирович
Геннадий Владимирович Вирста (укр. Геннадій Володимирович Вірста) — украинский кинорежиссёр.

## Биография
Геннадий Владимирович Вирста родился 23 февраля 1964 года в селе Черленовка Черновицкой области. Окончил в 1986 году Житомирское высшее военное училище радиоэлектроники войск ПВО (ныне — военный институт Сергея Королёва). В конце 1980-х работал на Черновицком ПО «Электронмаш». В начале 90-х открыл первое в Черновцах частное кафе «Айвенго». С 1991 года — работал режиссёром телевидения в городах Черновцы, Житомир.
С 2000 по 2004 год — художественный руководитель киностудии «Захид-фильм», Снятин, Ивано-Франковская обл.. В настоящее время — режиссёр Буковинской киностудии .Член национального союза кинематографистов Украины.

## Фильмография

### Музыкальные видеоклипы
1. 2004 — Последний день вдвоём
2. 2005 — В феврале
3. 2006 — Белая метель
4. 2006 — Нет абортам[1][2]
5. 2007 — Голодомор
6. 2008 — Однокласники мої
7. 2009 — Лети у сине небо

### Документальные фильмы
1. 1998 — Путь к совершенству
2. 2000 — Черновцы > (недоступная ссылка)
3. 2001 — Груз 200 (диплом «Кинолетопись-2006 г.», Украина)[3]
4. 2001 — Земляки
5. 2011 — Стежками Івана Миколайчука

### Художественные фильмы
1. 2003 — Один в поле воин[4]
2. 2008 — Рудіший рудого[5]